# Runstensnamn
Runstensnamn är de ort-, mans- och kvinnonamn nämnda på runstenar. En del forntida ortnamn och förnamn omnämns bara på runstenar, och används inte längre idag.

## Personnamn
- Agut
- Almger
- Alrik
- Amunde
- Andvett
- Ane
- Anund
- Are
- Arnulf
- Aslak
- Birger
- Björn
- Dan
- Djärv
- Estrid
- Fastulv
- Foldar
- Gammal
- Gerbjörn
- Gerfast
- Gerhjälm
- Gorm
- Grane
- Gudmund
- Gunhild
- Gunnmund
- Gunn
- Gunnar
- Gylla
- Göte
- Haisl
- Harald
- Hard
- Halvdan
- Helge
- Holmfast
- Holmvid
- Härfrid
- Häming
- Inga
- Ingemar
- Ingrid
- Ingvar
- Jarlabanke
- Joger
- Karl
- Kåre
- Kättil
- Kättilbjörn
- Olov
- Orm
- Orökna
- Ragna
- Ragnborg
- Ragnhild
- Ragnvald
- Ramne
- Reidulf
- Rogvat
- Rugulf
- Rådulf
- Sibbe
- Siglög
- Signjut
- Sigrid
- Sigvid
- Skarde
- Spjute
- Stake
- Sten
- Stenhild
- Svarthövde
- Sven
- Säbjörn
- Säva
- Tjälve
- Tjodrik
- Toke
- Tolir
- Toola
- Torbjörn
- Torgöt
- Torleif
- Torsten
- Torulf
- Torvald
- Trud
- Tubbe
- Tyra
- Udde
- Ulv
- Valke
- Varin
- Vibjörn
- Vidjärv
- Vifast
- Vige
- Vigöt
- Vilen
- Vämod
- Åsmund
- Ärenmund
- Ärnfrid
- Ödger
- Öjvind
- Önam
- Östen

## Ortnamn
- Gårdarike
- Reidhavet
- Svitjod
- Särkland
- Täby